# Desmana kowalskae
Desmana kowalskae — вимерлий вид ссавців з роду хохуля родини кротових (Talpidae). Типовим зразком є MZP 1204, нижня щелепа (фрагмент нижньої щелепи з P2–M3). Типовим місцем розташування є Венже, що в печерній брекчії MN 15 у Польщі.